# Castor (logiciel)
Pour les articles homonymes, voir Castor.
Castor est un framework Java libre permettant une correspondance entre des objets Java et une représentation XML.

## Historique
Le projet Castor fut initié par la société Intalio.

## Modules principaux
- Castor XML : ce module est un XML databinder, qui permet d'effectuer du marshalling et unmarshalling XML, c'est-à-dire d'exporter des objets java en XML et réciproquement, sur la base de fichiers XML de mapping. La particularité principale du framework est qu'à la différence d'autres databinders XML (JAXB, JIBX), il permet d'effectuer ces opérations à partir de classes Java existantes en effectuant une génération de classes intermédiaires au runtime (même si le framework dispose également d'un générateur de modèle objet en conception).
- Castor JDO : ce module permet de gérer le mapping objet-relationnel pour la persistance d'objets Java, basé sur le standard JDO, à l'instar du framework Hibernate, mais contrairement à ce dernier, Castor JDO ne possède pas de moniteur transactionnel.

## Licence
Les ressources du projet Castor étaient à l'origine sous licence BSD, elles sont désormais sous licence Apache 2.0 depuis la version 0.9.7